# Olšinka (potok)
Olšinka je potok pramenící na jihozápadním úpatí hory Bobík a vlévající se u Soumarského mostu do Teplé Vltavy. Pramen Olšinky je tvořen několika větvemi. Teče jihozápadním směrem. Z obou stran se do ní vlévají další potoky. Protéká mokřadem, který je Národní přírodní rezervací Velká Niva. Odvodňuje celou nížinu ohraničenou kopci Ptáčník, Zátoňská hora, Jedlová a Smolná hora. Celková délka Olšinky je 5,59 km.

## Galerie

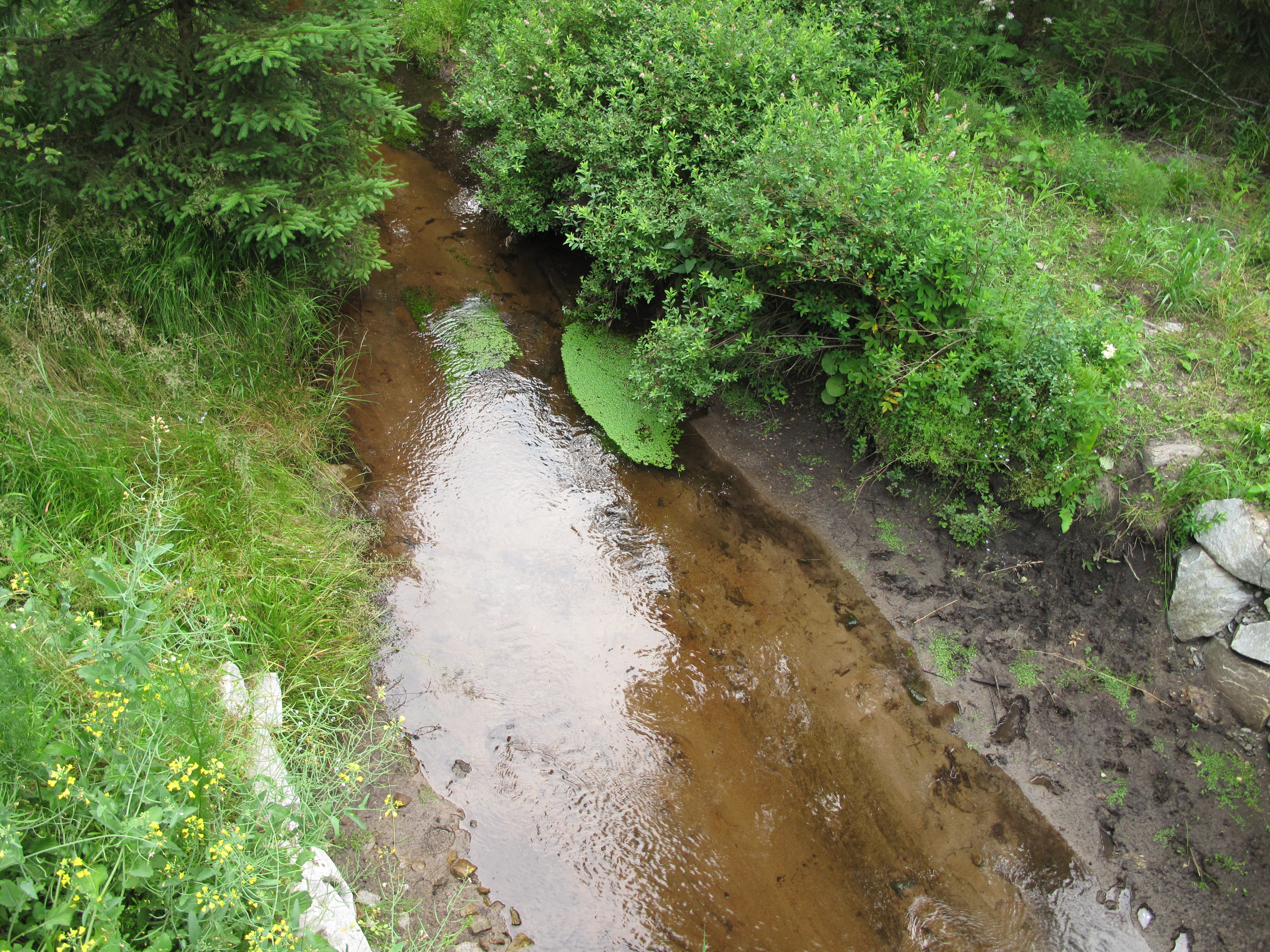
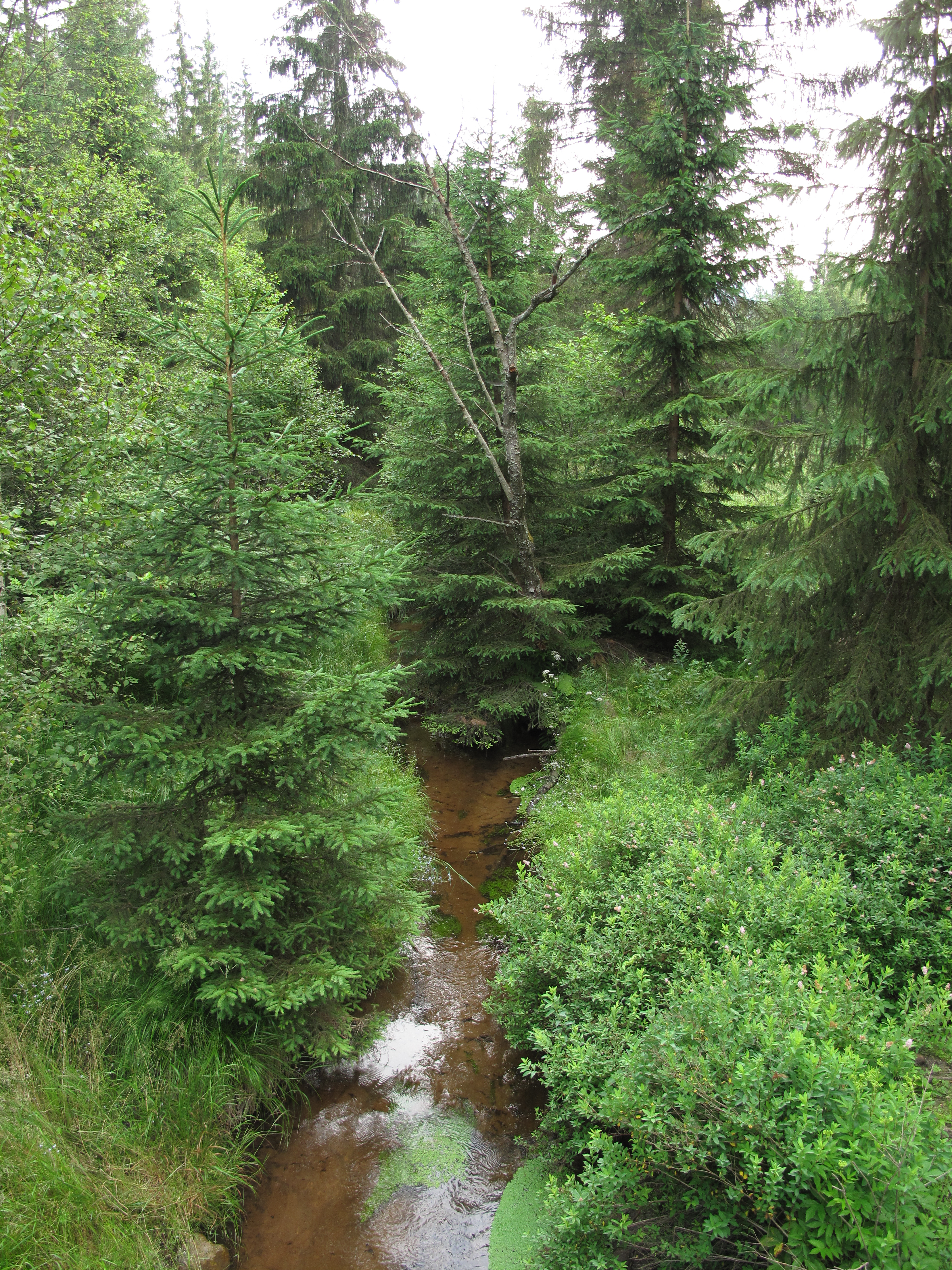
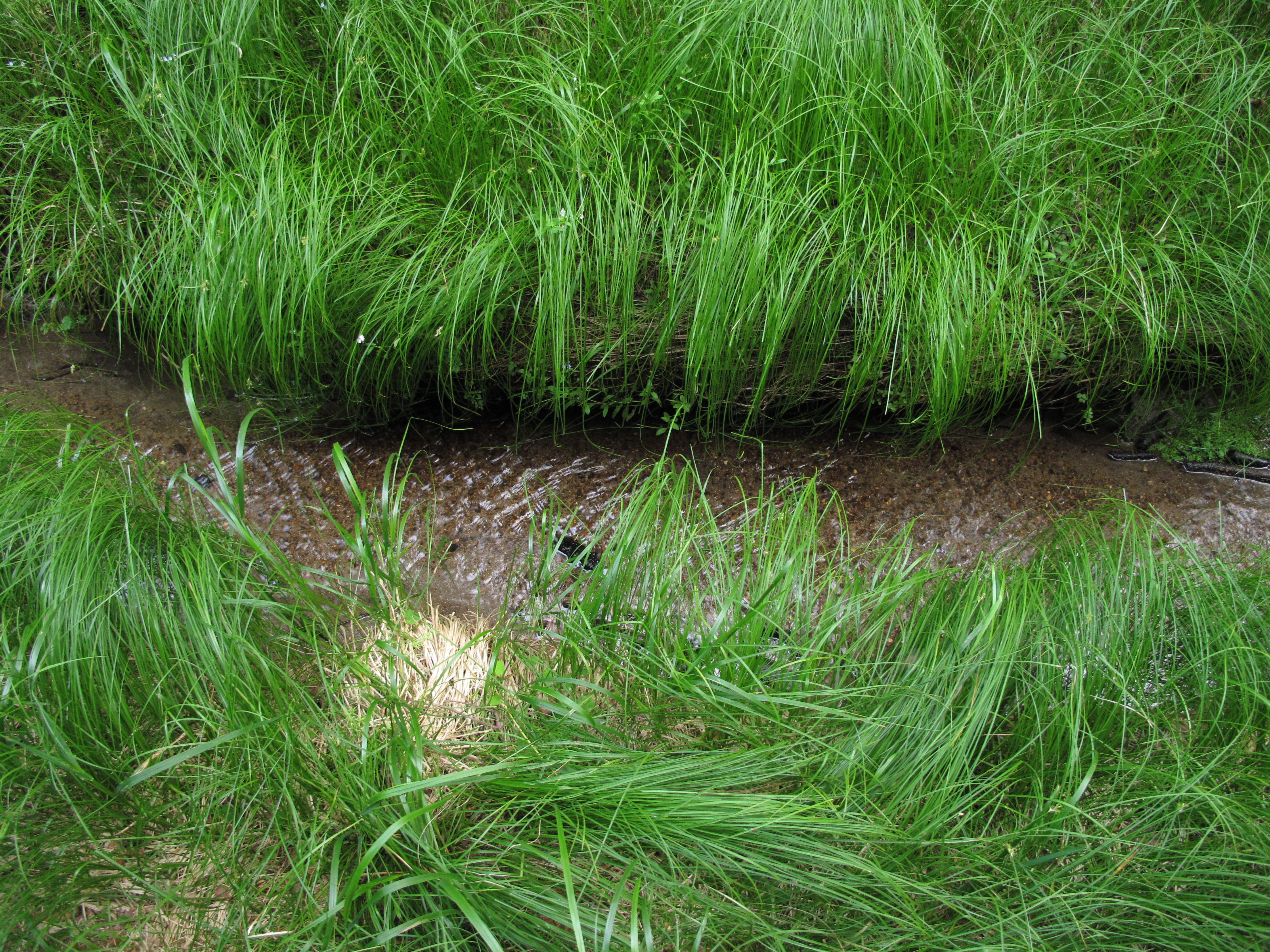